# Эспиноса, Роджер
Ро́джер Ани́баль Эспино́са Рами́рес (исп. Roger Aníbal Espinoza Ramírez; род. 25 октября 1986, Пуэрто-Кортес, Гондурас) — гондурасский футболист, полузащитник. Выступал в сборной Гондураса.

## Клубная карьера

### «Спортинг Канзас-Сити»
Эспиноса решил отказаться от последнего года обучения в университете и подписал контракт с MLS по программе Generation Adidas.
На Супердрафте MLS 2008 Эспиноса был выбран клубом «Канзас-Сити Уизардс» в первом раунде под общим 11-м номером. Его профессиональный дебют состоялся 9 апреля 2008 года в матче против «Нью-Инглэнд Революшн», в котором он вышел на замену на 59-й минуте. Свой первый гол на профессиональном уровне забил 17 июля 2008 года в матче против «Коламбус Крю».

### «Уиган Атлетик»
4 января 2013 года «Уиган Атлетик» объявил трансфер Эспиносы из «Спортинг Канзас-Сити» официально завершённым и заявил о подписании контракта с игроком на два с половиной года. За «Уиган» он дебютировал 19 января 2013 года в матче против «Сандерленда». Свой первый гол за «Лэтикс» забил в матче против «Суонси Сити» 7 мая 2013 года.

### Возвращение в «Спортинг Канзас-Сити»
6 января 2015 года «Спортинг Канзас-Сити» заявил о возвращении Эспиносы в состав клуба после двухлетнего пребывания в «Уиган Атлетик». Контракт Эспиносы с «Уиганом» истекал в мае 2015 года, но клуб расторг контракт в декабре 2014 года, позволив игроку вернуться в «Спортинг». 4 сентября 2018 года Эспиноса заключил новый многолетний контракт со «Спортингом КС». 7 января 2021 года Эспиноса подписал со «Спортингом Канзас-Сити» новый контракт на сезон 2021. По окончании сезона 2021 срок контракта игрока с клубом истёк, после чего стороны начали переговоры, 13 января 2022 года увенчавшиеся заключением однолетнего контракта на сезон 2022. По окончании сезона 2022 срок контракта Эспиносы со «Спортингом КС» истёк, и, проведя переговоры, 2 декабря 2022 года игрок подписал с клубом новый однолетний контракт до конца сезона 2023 с опцией продления на сезон 2024. По окончании сезона 2023 «Спортинг Канзас-Сити» отклонил опцию продления контракта Эспиносы.

## Международная карьера
Главный тренер сборной Гондураса Рейнальдо Руэда пригласил Роджера Эспиносу в команду на Кубок наций Центральной Америки 2009. Футболист принял участие в трёх матчах сборной на турнире и забил свой первый гол за сборную в матче за третье место против сборной Сальвадора.
Также Руэда включил Эспиносу в состав команды на чемпионат мира 2010, где игрок провёл два матча против сборных Испании и Чили.
16 августа 2019 года Эспиноса объявил о завершении выступлений за сборную Гондураса.

### Голы за сборную
| #  | Дата           | Место                                            | Противник | Счёт | Результат | Соревнование                         |
| -- | -------------- | ------------------------------------------------ | --------- | ---- | --------- | ------------------------------------ |
| 1. | 1 февраля 2009 | «Тибурсио Кариас Андино», Тегусигальпа, Гондурас | Сальвадор | 1:0  | 1:0       | Кубок наций Центральной Америки 2009 |
| 2. | 11 июля 2009   | «Джиллетт Стэдиум», Фоксборо, США                | Гренада   | 2:0  | 4:0       | Золотой кубок КОНКАКАФ 2009          |
| 3. | 23 января 2010 | «Стабхаб Сентер», Карсон, США                    | США       | 3:0  | 3:1       | Товарищеский матч                    |
| 4. | 1 июня 2014    | «Би-би-ви-эй Компасс Стэдиум», Хьюстон, США      | Израиль   | 1:1  | 2:4       | Товарищеский матч                    |

## Личная жизнь
В марте 2008 года Эспиноса принял второе гражданство, став гражданином США.

## Достижения
«Спортинг Канзас-Сити»
- Чемпион Открытого кубка США: 2012, 2015, 2017

 «Уиган Атлетик»
- Обладатель Кубка Англии: 2012/13